# Serie A (Italia) 1983-84
La Serie A 1983–84 fue la 82.ª edición del campeonato de fútbol de más alto nivel en Italia y la 52.ª bajo el formato de grupo único. Juventus F.C. ganó su 21° scudetto.

## Equipos participantes
| Equipo         | Ciudad        | Estadio               |
| -------------- | ------------- | --------------------- |
| Ascoli         | Ascoli Piceno | Cino e Lillo Del Duca |
| Avellino       | Avellino      | Partenio              |
| Catania        | Catania       | Cibali                |
| Fiorentina     | Florencia     | Comunale de Florencia |
| Genoa          | Génova        | Luigi Ferraris        |
| Internazionale | Milán         | Giuseppe Meazza       |
| Juventus       | Turín         | Comunale de Turín     |
| Lazio          | Roma          | Olímpico de Roma      |
| Milan          | Milán         | San Siro              |
| Napoli         | Nápoles       | San Paolo             |
| Pisa           | Pisa          | Arena Garibaldi       |
| Roma           | Roma          | Olímpico de Roma      |
| Sampdoria      | Génova        | Luigi Ferraris        |
| Torino         | Turín         | Comunale de Turín     |
| Udinese        | Údine         | Friuli                |
| Verona         | Verona        | Marcantonio Bentegodi |

## Clasificación
| Pos. | Equipo         | Pts. | PJ | G  | E  | P  | GF | GC | Dif. | Clasificación                                |
| ---- | -------------- | ---- | -- | -- | -- | -- | -- | -- | ---- | -------------------------------------------- |
| 1    | Juventus (C)   | 43   | 30 | 17 | 9  | 4  | 57 | 29 | +28  | Clasificado a la Copa de Campeones de Europa |
| 2    | Roma           | 41   | 30 | 15 | 11 | 4  | 48 | 28 | +20  | Clasificado a la Recopa de Europa            |
| 3    | Fiorentina     | 36   | 30 | 12 | 12 | 6  | 48 | 31 | +17  | Clasificado a la Copa de la UEFA             |
| 4    | Internazionale | 35   | 30 | 12 | 11 | 7  | 37 | 23 | +14  | Clasificado a la Copa de la UEFA             |
| 5    | Torino         | 33   | 30 | 11 | 11 | 8  | 37 | 30 | +7   |                                              |
| 6    | Milan          | 32   | 30 | 10 | 12 | 8  | 37 | 40 | −3   |                                              |
| 7    | Sampdoria      | 32   | 30 | 12 | 8  | 10 | 36 | 30 | +6   |                                              |
| 8    | Verona         | 32   | 30 | 12 | 8  | 10 | 43 | 35 | +8   |                                              |
| 9    | Udinese        | 31   | 30 | 11 | 9  | 10 | 47 | 40 | +7   |                                              |
| 10   | Ascoli         | 29   | 30 | 9  | 11 | 10 | 29 | 35 | −6   |                                              |
| 11   | Napoli         | 26   | 30 | 7  | 12 | 11 | 28 | 38 | −10  |                                              |
| 12   | Avellino       | 26   | 30 | 9  | 8  | 13 | 33 | 39 | −6   |                                              |
| 13   | Lazio          | 25   | 30 | 8  | 9  | 13 | 35 | 49 | −14  |                                              |
| 14   | Genoa (D)      | 25   | 30 | 6  | 13 | 11 | 24 | 36 | −12  | Descenso a Serie B                           |
| 15   | Pisa (D)       | 22   | 30 | 3  | 16 | 11 | 20 | 35 | −15  | Descenso a Serie B                           |
| 16   | Catania (D)    | 12   | 30 | 1  | 10 | 19 | 14 | 55 | −41  | Descenso a Serie B                           |

 Fuente: BDFutbol
|            |
| Campeón    |
| Juventus   |
| 21º título |

## Goleadores
| Jugador              | Equipo         | Goles |
| -------------------- | -------------- | ----- |
| Michel Platini       | Juventus       | 20    |
| Zico                 | Udinese        | 19    |
| Maurizio Iorio       | Hellas Verona  | 14    |
| Paolo Rossi          | Juventus       | 13    |
| Massimo Briaschi     | Genoa          | 12    |
| Paolo Monelli        | Fiorentina     | 12    |
| Patricio Hernández   | Torino         | 11    |
| Alessandro Altobelli | Inter de Milán | 10    |
| Paolo Virdis         | Udinese        | 10    |
| Daniel Bertoni       | Fiorentina     | 10    |

## Resultados
| Local \ Visitante | ASC | AVE | CAT | FIO | GEN | INT | JUV | LAZ | MIL | NAP | PIS | ROM | SAM | TOR | UDI | VER |
| ----------------- | --- | --- | --- | --- | --- | --- | --- | --- | --- | --- | --- | --- | --- | --- | --- | --- |
| Ascoli            | —   | 4–1 | 2–1 | 1–2 | 0–0 | 1–0 | 0–0 | 2–0 | 2–4 | 2–2 | 3–2 | 0–0 | 0–1 | 0–0 | 1–0 | 2–1 |
| Avellino          | 2–1 | —   | 0–0 | 0–0 | 3–1 | 1–1 | 1–2 | 3–0 | 4–0 | 1–0 | 1–1 | 2–2 | 0–2 | 0–0 | 2–1 | 1–0 |
| Catania           | 1–1 | 1–1 | —   | 0–2 | 1–2 | 0–0 | 0–2 | 1–1 | 1–1 | 0–0 | 2–0 | 2–2 | 1–1 | 0–0 | 0–2 | 0–1 |
| Fiorentina        | 2–1 | 1–0 | 5–0 | —   | 0–0 | 1–1 | 3–3 | 3–2 | 2–2 | 5–1 | 0–0 | 0–0 | 3–0 | 4–1 | 0–0 | 2–0 |
| Genoa             | 1–0 | 0–2 | 3–0 | 2–2 | —   | 1–1 | 2–1 | 0–0 | 2–0 | 0–0 | 0–0 | 0–2 | 0–0 | 2–1 | 0–5 | 1–1 |
| Internazionale    | 0–0 | 3–0 | 6–0 | 2–1 | 1–1 | —   | 1–2 | 1–1 | 2–0 | 1–0 | 3–0 | 1–0 | 1–2 | 0–0 | 2–0 | 1–0 |
| Juventus          | 7–0 | 1–1 | 2–0 | 1–0 | 4–2 | 2–0 | —   | 2–1 | 2–1 | 2–0 | 3–1 | 2–2 | 1–2 | 2–1 | 3–2 | 3–1 |
| Lazio             | 2–1 | 2–1 | 3–0 | 1–2 | 2–1 | 3–0 | 0–1 | —   | 0–0 | 3–2 | 0–1 | 0–2 | 2–1 | 1–0 | 2–2 | 1–1 |
| Milan             | 0–0 | 1–0 | 2–1 | 2–2 | 1–0 | 0–0 | 0–3 | 4–1 | —   | 0–2 | 2–1 | 1–1 | 2–1 | 0–1 | 3–3 | 4–2 |
| Napoli            | 1–0 | 2–0 | 3–0 | 0–0 | 0–0 | 0–2 | 1–1 | 3–0 | 0–0 | —   | 0–0 | 1–2 | 1–1 | 0–0 | 2–1 | 1–0 |
| Pisa              | 0–1 | 1–0 | 2–0 | 1–1 | 1–1 | 0–0 | 0–0 | 2–2 | 0–0 | 1–1 | —   | 1–1 | 0–0 | 1–1 | 1–1 | 0–3 |
| Roma              | 1–1 | 3–2 | 1–0 | 2–1 | 1–0 | 1–0 | 0–0 | 2–2 | 3–1 | 5–1 | 2–0 | —   | 1–1 | 2–1 | 4–1 | 3–2 |
| Sampdoria         | 1–2 | 0–1 | 2–0 | 1–2 | 2–0 | 0–2 | 1–1 | 1–1 | 1–1 | 4–1 | 1–0 | 1–2 | —   | 2–1 | 2–1 | 1–0 |
| Torino            | 0–0 | 4–2 | 2–0 | 1–0 | 2–1 | 3–1 | 2–1 | 4–0 | 1–2 | 2–1 | 2–2 | 2–1 | 2–1 | —   | 0–1 | 1–1 |
| Udinese           | 0–0 | 2–1 | 3–1 | 3–1 | 3–1 | 2–2 | 2–2 | 2–0 | 1–2 | 4–1 | 2–1 | 1–0 | 0–3 | 0–0 | —   | 1–1 |
| Verona            | 3–1 | 3–0 | 3–1 | 3–1 | 0–0 | 1–2 | 2–1 | 4–2 | 1–1 | 1–1 | 2–0 | 1–0 | 1–0 | 2–2 | 2–1 | —   |